# موغنس فراي
موغنس فراي (بالدنماركية: Mogens Frey)‏ مواليد 2 يوليو 1941 في الدنمارك، هو دراج دانمركي سابق في صنف سباق الدراجات على الطريق. سبق أن شارك في دورة الألعاب الأولمبية الصيفية وفاز بميدالية أولمبية.

## سجل النتائج

### سباقات أو مراحل فاز بها
- طواف فرنسا

## الميداليات
| الميدالية | المسابقة                       |
| --------- | ------------------------------ |
| ذهبية     | الألعاب الأولمبية الصيفية 1968 |

## وصلات خارجية
- الموقع الرسمي

## روابط خارجية
- موغنس فراي على موقع أرشيف الدراجات (الإنجليزية)
- موغنس فراي على موقع إحصائيات الدراجات الإحترافية (الإنجليزية)
- موغنس فراي على موقع أوليمبيديا (الإنجليزية)